# Gary Ward
Gary Ward es un deportista australiano que compitió en judo. Ganó tres medallas en el Campeonato de Oceanía de Judo en los años 1970 y 1973.

## Palmarés internacional
| Campeonato de Oceanía | Campeonato de Oceanía | Campeonato de Oceanía | Campeonato de Oceanía |
| Año                   | Lugar                 | Medalla               | Categoría             |
| --------------------- | --------------------- | --------------------- | --------------------- |
| 1970                  | Numea (Francia)       | Medalla de oro        | –80 kg                |
| 1970                  | Numea (Francia)       | Medalla de plata      | Abierta               |
| 1973                  | Sídney (Australia)    | Medalla de plata      | –93 kg                |